# Csizmadia László (jogász)
Csizmadia László (Budapest, 1947. március 18. –[forrás?]) magyar jogász, a Civil Összefogás Fórum alapító kuratóriumi elnöke.

## Életpályája

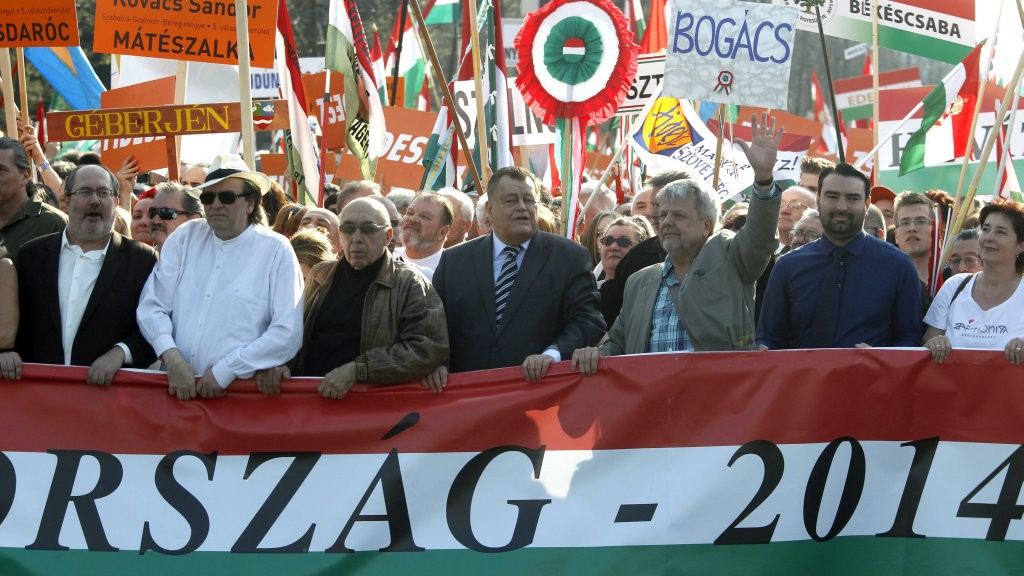
Csizmadia László a 2014-es Békemeneten – az első sorban jobbról a harmadik.

Az ELTE Jogtudományi Karon szerzett jogi diplomát, a Kereskedelmi és Vendéglátóipari Főiskolán felsőfokú kereskedelmi és áruforgalmi szakvizsgát tett.

### Szakmai pályafutása
- -     - gyermekélelmezés, vendéglátás, élelmiszeripar, kereskedelem, lakástextil-kereskedelem

### Politikai tevékenysége
- -     - Konzervatív Párt, Gazdák és Polgárok Szövetsége – pártelnök,[1] a rövidéletű párt a szavazatok 0.04%-át kapta az 1994-es parlamenti választáson
    - Patrióták a Gazdaságért és a Közjóért Egyesület, elnök – 2008.
    - Civil Összefogás Közhasznú Alapítvány – CÖF alapító – CÖKA elnök – 2009 óta
    - NEA Tanács elnöke – 2012 óta
    - Civil Együttműködési Tanácskozás (Kárpát-medencei civil háló), elnök – 2011.12.09. óta

  - Civil szakmai munka:  Számos könyv, folyóirat, kiadvány társszerzője: Magyar Nemzetstratégia I–II. kötet, társszerzője (2008)  Társadalmi Szerződés könyv kiadója és társszerzője (2009)  Civil Etikai Kódex kiadója és társszerzője (2013)  Civilnek Maradni társszerzője (2014), Nemzeti Társadalmi Szerződés kiadója és társszerzője, (2014) Civilitika – a népfelség tudománya társszerzője (2016)  Folyamatos publikációk magyar napilapokban, TV interjúk a köztelevízió és a kereskedelmi televíziók adásaiban.
    - a Nemzeti Együttműködési Alap (NEA) Tanácsának elnöke. A NEA állami szerv, amely 2013-tól a civil szervezetek működési célú állami támogatását osztja szét.
    - a Civil Összefogás Fórum (CÖF) alapítója és szóvivője
    - a Civil Együttműködési Tanácskozás (CET) elnöke
    - a Békemenet egyik szervezője
    - a Szellemi Honvédelem mozgalom megalapítója

2020-ban elnyerte a Magyar Érdemrend lovagkeresztje kitüntetést.

## Publikációi
Folyamatosan jelennek meg publikációi Magyar Nemzetben, a Magyar Hírlapban és a 2019-ben Magyar Nemzet névre átkeresztelt Magyar Időkben. A Civil Etikai Kódex és a Magyar nemzetstratégia című könyvek társszerzője.